# Amédée Fouillade
Amédée Fouillade (Paizay-le-Chapt, Deux-Sèvres, 25 de agosto de 1870 - Royan, 13 de marzo de 1954) fue un botánico francés.
Ejerció primeramente como maestro, y luego de secretario judicial, dirigiendo por largo tiempo la "Sociedad botánica de los Deux-Sèvres".

## Algunas publicaciones
- 1928. Sur une Orobanche nouvelle pour l'ouest de la France
- Une nouvelle violette hybride : "X Viola dufforti" Fouill. ("V. silvestris X alba" var. "scotophylla"), par M. A. Feuillade. 4 pp.
- 1930. Sur l'origine hybride probable des formes intermédiaires entre Rosa sempervirens et Rosa arvensis croissant dans l'ouest de la France. Ed. Société. 11 pp.

### Libros
- 1929. Introduction à l'étude des modifications de la flore de la Charente-Maritime. Ed. Impr. de l'Ouest. 90 pp.

## Honores
- Premio Gandoger, por la Sociedad Botánica de Francia, en 1933

### Epónimos
- (Poaceae) Agrostis × fouilladei P.Fourn.[2]
- (Poaceae) Agrostis × fouilladeana Lambinon & Verloove[3]